# Hala’ib
Hala'ib, Halaib vagy Halayeb (arab írással: حلايب) egy vitatott jogállású terület a Hala'ib háromszögben, aminek a székhelye is egyben. Hivatalosan Egyiptomhoz tartozik, de Szudán is igényt tart rá. A város közel fekszik a Vörös-tengerhez, és közel fekszik hozzá a szintén ezen a vitatott helyen lévő legközelebbi település, Aydhab.

## Története
A terület hovatartozása azóta vitatott, amióta 1989-ben Omar al-Bashir, Szudán elnöke puccsal hatalomra jutott. Emiatt a legnagyobb afrikai ország teljes instabilitásba sodródott, és közvetlen szomszédjával, Egyiptommal megromlott a kapcsolat, ráadásul a 19. század vége felé a Brit Birodalom és Egyiptom egyezséget kötött. Az egykori birodalom Egyiptom és Szudán között a déli határt a 22. szélességi foknál húzta meg.